# Mauritz Brännström
Mauritz Brännström (ur. 4 stycznia 1918 w Norsjö, zm. 8 lutego 2006) – szwedzki biegacz narciarski. Starty w zawodach zaczął pod koniec lat 30. a zakończył w latach 50.. W 1941 r. wygrał Bieg Wazów. Zdobył także srebrny medal podczas mistrzostw świata w Cortina d’Ampezzo. Podczas spotkania we francuskim mieście Pau, FIS zadecydowała jednak, że wyniki z tych mistrzostw nie będą wliczane do klasyfikacji ogólnej, gdyż liczba zawodników była zbyt mała.